# The Dead (Band)
The Dead ist eine US-amerikanische Rockband, die aus der Band The Other Ones hervorging.

## Bandgeschichte
Nachdem 1998 die Band The Other Ones von den verbliebenen Grateful-Dead-Mitgliedern Phil Lesh, Bob Weir, Mickey Hart und dem gelegentlichen Mitglied Bruce Hornsby gegründet wurde und die Musiker von 1998 bis 2002 unter diesem Namen tourten, wurde 2003 der Name in The Dead geändert. Diese Umbenennung war nicht einstimmig, so war Bob Weir gegen diese Änderung.
Neben der alten Besetzung um Weir, Lesh, Hart und Bill Kreutzmann traten zwischen 2002 und 2003 Jimmy Herring, Jeff Chimenti, Rob Barraco und Joan Osborne bei.
2003 am Valentinstag feierte die Band ihren ersten Auftritt unter neuem Namen im Warfield Theatre in San Francisco. Kurzzeitig war auch Susan Tedeschi 2002 und 2003 Mitglied. Am 15. Juni desselben Jahrs eröffnete die Band ihre Sommertournee beim Bonnaroo Music Festival in Manchester, Tennessee. Die Tournee endete an Silvester 2003, als die Band zwei Auftritte im McAfee Coliseum, Oakland absolvierte. Bei dieser Tournee bekam besonders Osborne gute Kritiken.
2004 verließen Barraco und Osborne die Band, um mehr Zeit für das Projekt Phil Lesh & Friends und andere kleinere Projekte zu haben. Dafür wurde mit Warren Haynes, der schon früher mit Weir und Lesh spielte, als weiterer Gitarrist dazugeholt.
Am 19. August 2004 traten The Dead im HiFi Buys Amphitheatre in Atlanta, Georgia für längere Zeit zum letzten Mal auf, bis sie bei einer Frühlingstour 2009 von Mai bis April erneut 23 Konzerte spielten. Während dieser Tournee wurden sie von Präsident Barack Obama ins Oval Office eingeladen, darüber hinaus spielte Tipper Gore am zweiten Abend zum Lied „Sugar Magnolia“ Schlagzeug.

## Diskografie
- Summer Getaway, 2003